# Абонентна плата
Абоне́нтна пла́та — фіксований платіж, який може встановлювати оператор телекомунікацій для абонента за доступ на постійній основі до своєї телекомунікаційної мережі незалежно від факту користування послугою,якщо не передбачено інших приладів обліку.абонетська плата не передбачає встановлення одночасного «подвійного платежу»!